# バグダード爆弾テロ事件 (2016年7月)
2016年7月3日に発生したバグダード爆弾テロ事件は、バグダードのカッラーダ地区の繁華街で爆弾を積んだ冷蔵トラックが爆発し、200人以上の犠牲者を出したテロ事件。
カッラーダは、シーア派が多い地区であり、ラマダーン明けの休日を控えた当時は、夜間に買い物客が集まっていた。犯行声明を出したISは、シーア派を標的とした自爆テロであると発表している。このテロは、6月28日のアタテュルク国際空港襲撃事件、7月1日のダッカ・レストラン襲撃人質テロ事件に続くテロ事件となった。
また、同日アダミーヤ地区のシャアブでも爆弾テロ事件が発生し、5人の犠牲者を出している。この他、バグダード近郊で2件の爆弾テロも発生した。

## 背景
101人が死亡した2016年5月17日の爆弾テロは、ISILによるものであった。安全保障のアナリストのいくらかは、この自爆テロはイラク治安部隊の注目をファルージャ奪還作戦から移す狙いがあったと考えている。ファルージャの戦闘は6月には終結し、イラク政府によって奪還された。

## 事件
カッラーダ地区での自爆テロは、買い物客やラマダーンの夕食であるイフタールを楽しむ多くの人々が集まる通りで発生した。爆弾は冷蔵トラックに隠されていた。
この事件は、ファルージャ奪還後最初の大規模なテロ事件となった。少なくとも213人が死亡、200人以上が負傷した。確認されていない報告ではあるが、車爆弾はADE 651のような偽爆発物探知機を利用し続けているイラク治安部隊の検問を、通過した可能性があると指摘されている。
2回目の爆発は、深夜、バグダード北部に位置する住民の大半がシーア派であるアダミーヤ地区のシャアブで発生、少なくとも5人が死亡し、16人が負傷した。
3回目の爆発がシーア派民兵アル＝ハシド・アル＝シャービの構成員を標的として発生し、1人が死亡し5人が負傷、車両に損害が生じた。これは、バグダード県のアブ・グレイブで即席爆発装置によって行われた。
4回目の爆発は、バグダード南方の町アル＝ラティフィヤで車爆弾によって行われたものである。民間車の下に仕掛けられた爆弾が、発車により起爆したもので、1人が死亡し、この他にも負傷者が出ている。
4つの爆弾テロによる人的被害は、死者220人、負傷者225人に達する。事件発生後、バグダード作戦司令部では、犯行につながる細胞組織の構成員を逮捕したとしている。

## 犠牲者
イラク国防省は、3日の時点で死者167人、負傷者180人以上であり、この人数はさらに増加する見込みであると発表した。現場からの報告では、犠牲者の多くは子供であった。
初期の報告の後、がれきの下から発見された遺体と負傷者の死亡により、死者は増加した。2016年では、最大の死者をもたらしたテロとなった。アル＝ルサーファの保健管理局で管理者を務めるアブデル・ガニー・サードンによれば、カッラーダ地区の爆破テロにより3件の病院に38人の負傷者を受け入れ、70体の遺体を保管しているとした。また、50体の遺体は身元確認が出来ないほど焼け焦げ、確認のためDNAのサンプルを送付している。

## 犯行声明
ISILが犯行声明を出し、シーア派を標的としたものとした。実行者は、アブ・マハ・アル＝イラキとされた。関与の度合いについては、独立した検証はまだ行われていない。
退役した陸軍士官でバグダードの安全保障アナリストのジャースィム・アル＝バハドリーは、この事件をISILがファルージャで敗北した屈辱に対する報復であると述べた。

## 反応

### イラクの反応
3日、ハイダル・アル＝アバーディ首相が現地を訪れたが、住民の怒りは首相に対して向けられた。これは、治安の強化を約束したにもかかわらず、それが果たされなかったことによるものである。ニューヨーク・タイムズのレポーターは、現地の店主が『子供たちの復讐のためにアバーディに投石し、命中したことを神に感謝する』と述べたことを伝えている
イラク政府は3日間の服喪を宣言した。ハイダル・アル＝アバーディ首相は攻撃の実行者を罰するとの声明を行った。
イラクのスンニ派を指導する組織イラク・ムスリム・ウラマー協会は、このテロ事件を「実行者が誰で、その動機がどこにあるにせよ、血なまぐさい犯行」であると述べた。
直近の死者数が報じられた後、イラク国防省は資材、検問地点、バグダードの安全を適切に制御するための諜報機関が十分ではなく、圧倒されていることを認めた。ソーシャルメディアでは、イラク人の中には、かつて首相が検問から撤収するとした偽爆発物探知機ADE 651に対する怒りを表すものもいた。

### 国外の反応
- インドネシア – ルトノ・マルスディ外務大臣がこの事件を批難した。後にバグダードに居住するインドネシア国民に警戒と安全な場所に留まるよう指示を出した。イラクには750人のインドネシア人が在留し、うち50人がバグダード在住であった[25][26]。
- イラン – モハンマド・ジャヴァード・ザリーフ外務大臣は、犠牲者の家族とイラン区政府に弔意を示した[27]。

## 注
1. ↑  但し、ダッカの事件についてはバングラデシュ当局はISILの関与について否定的である[7]。